# Eskilstuna
Eskilstuna là một thành phố Thụy Điển. Thành phố thuộc hạt. Thành phố có diện tích  km², dân số là 60.200 người. Đây là thành phố lớn thứ 16 của Thụy Điển. Thành phố là thủ phủ của đô thị Eskilstuna, hạt Södermanland. Eskilstuna có dân số gốc Phần Lan gốc lớn. Thành phố nằm trên sông Eskilstunaån kết nối hồ Hjälmaren và hồ Mälaren.